# Andrés Schneiter
Andrés Schneiter (Isla Verde, Córdoba, Argentina, 8 de abril de 1976) es un exjugador y actual entrenador argentino de tenis. En su carrera conquistó 2 títulos de dobles, ambos junto a su compatriota Sergio Roitman, y se alzó con más de US$200 000 en premios. Luego de su retiro, ha dirigido a jugadores como Mariano Puerta, Nicolás Massu, Franco Squillari, Agustín Calleri, Edgardo Massa, Rogelio Dutra Silva, Juan Ignacio Lóndero, Christian Garín, Hugo Dellien, Federico Coria, Paul Capdeville, João Souza y Emilio Gómez.

## Torneos ATP (2; 0+2)

### Dobles (2)

#### Títulos
| Leyenda                |
| Grand Slam (0)         |
| Tennis Masters Cup (0) |
| ATP Masters Series (0) |
| ATP Tour (2)           |

| N.º | Fecha               | Torneo    | Superficie    | Pareja         | Oponentes en la final               | Resultado  |
| --- | ------------------- | --------- | ------------- | -------------- | ----------------------------------- | ---------- |
| 1.  | 17 de julio de 2000 | Ámsterdam | Tierra batida | Sergio Roitman | Edwin Kempes Dennis van Scheppingen | 6-3 7-6(4) |
| 2.  | 16 de julio de 2001 | Umag      | Tierra batida | Sergio Roitman | Ivan Ljubičić Lovro Zovko           | 6-2 7-5    |

#### Finalista (1)
| Leyenda                |
| Grand Slam (0)         |
| Tennis Masters Cup (0) |
| ATP Masters Series (0) |
| ATP Tour (1)           |

| N.º | Fecha                   | Torneo   | Superficie    | Pareja                 | Oponentes en la final         | Resultado |
| --- | ----------------------- | -------- | ------------- | ---------------------- | ----------------------------- | --------- |
| 1.  | 9 de septiembre de 2002 | Bucarest | Tierra batida | Emilio Benfele Álvarez | Jens Knippschild Peter Nyborg | 3-6 3-6   |